# Raionul Ielaneț, Mîkolaiiv
Ielaneț (în ucraineană Єланецький район, transliterat: Ielanețkîi raion) este un raion în regiunea Mîkolaiiv, Ucraina. Reședința sa este așezarea de tip urban Ielaneț.

## Demografie
Componența lingvistică a raionului Ielaneț
     Ucraineană (92,93%)
     Rusă (3,58%)
     Română (2,47%)
     Alte limbi (0,21%)
Conform recensământului din 2001, majoritatea populației raionului Ielaneț era vorbitoare de ucraineană (92,93%), existând în minoritate și vorbitori de rusă (3,58%) și română (2,47%).